# María de Tena y Ascencio
María de Tena y Ascencio (Don Benito, Extremadura, 1525 – † Concepción, Chile), fue una de las fundadoras de Osorno y mujer principal de Concepción en 1562. Vino en el denominado «Segundo Contingente» a Chile. 

## Primeros años
Era hija de Francisco Hidalgo y de Teresa de Tena (que a su vez era hija de María López de Tena, y de Juan Díaz), ambos de familias hidalgas. Vecina de Don Benito, y luego de Medellín, Extremadura al casarse con Alonso Ortiz Gutiérres de Cervantes, que a su vez fue hijo de Cristóbal Ortiz y de Leonor Gutiérrez de Cervantes. 
Se embarcó a América el 19 de mayo de 1554 en el Puerto de Cádiz, junto a muchos deudos y con un monto de 500 pesos (lo que consta en la licencia real del 11 de agosto de 1553). Desembarcó en el puerto puerto Nombre de Dios, en Panamá, donde la comitiva se encontró con el capitán Gaspar de Orense, quien les dio la mala noticia sobre la trágica muerte de Pedro de Valdivia; Siguió con destino a Chile llegando en enero de 1554 a Lima, Perú. Arribó al puerto de La Serena, (Chile) el 11 de mayo de 1555 junto a su cónyuge Alonso Ortiz Gutiérres de Cervantes, su hijo Francisco Alonso Ortiz de Atenas, su madre Teresa de Tena, sus cuñadas María y Beatriz Ortiz, su hermano Francisco Hidalgo, y Gaspar Yáñez, «en calidad de criado» en el navío «La Concepción», del maestre Juan de Mondragón; misma nave en que venía Marina Ortiz de Gaete, prima-hermana de su esposo. Fijó residencia en Concepción, donde fue mujer principal en 1562, y en donde recibió tres fanegas de trigo y dos de maíz en 1568, y 4 fanegas de trigo en 1570. Para 1581 «seguía viva», año en que su esposo ya había muerto. 